# GuestReady
GuestReady est une entreprise de gestion immobilière et de services d'hébergement, fondée en 2016 à Trogen (Suisse). Elle délivre ses services en Europe, au Moyen-Orient et en Asie du Sud-Est.

## Historique

### Création
GuestReady est fondée en avril 2016 par Alexander Limpert (qui en devient le PDG), Christian Mischler (président exécutif) et Patrick Degen (directeur administratif et financier),,. Tous trois ont précédemment participé au lancement d'autres start-ups. En 2017, Josef Nevoral intègre l'entreprise en tant que directeur de la technologie.

### Acquisitions
L'entreprise rachète en 2017 un de ses concurrents européens, Easy Rental Services, et annonce une levée de fonds de quelque trois millions de dollars,. À la fin de l'année suivante, elle fait de même avec l'entreprise portugaise Oporto City Flats, qui devient la plus importante société de gestion Airbnb du nord du Portugal, et reprend dans le même temps la gestion du portefeuille immobilier de We Stay In Paris, un concurrent implanté en France. En avril 2019, GuestReady acquiert BnbLord, qui est la plus grande société de gestion de locations de courte durée en France et au Portugal avec la gestion d'un portefeuille Airbnb d'un millier de logements,, ; les dirigeants de BnbLord (Léo Bonnet, Jacques Lavie et François Lavie) rejoignent alors GuestReady,.
Dans la foulée de cette acquisition de BnbLord, GuestReady crée une nouvelle structure, le groupe GuestReady (GuestReady Group), qui revendique la gestion d'un portefeuille de plus de 2 000 logements,,.

## Activités
GuestReady est implanté au Royaume-Uni (Londres, Manchester, Édimbourg), en France (Paris, Lyon, Cannes, Bordeaux, Bayonne, Anglet et Biarritz), au Portugal (Lisbonne, Porto), aux Émirats arabes unis (Dubaï), en Malaisie (Kuala Lumpur) et à Hong Kong,
Le groupe offre une gestion complète des locations de courte durée via ses filiales GuestReady, Oporto City Flats et We Stay In Paris. Il se concentre sur la gestion Airbnb, avec des services tels que la communication client, la fixation des loyers, la sélection des clients, la remise des clés (check-in/check-out), l'aide à installation ou encore la blanchisserie. Le groupe propose également des services de B2B et offre un système informatique à d’autres sociétés souhaitant proposer une gestion locative de court terme,.